# 魏佑江
魏佑江（1957年9月—）山东莱芜人，中国人民武装警察部队少将。

## 生平
1974年12月入伍。毕业于中国人民解放军军械工程学院军械管理专业。加入中国共产党。入伍后历任北京卫戍区警卫二师第五团战士、排长，武警北京市总队第七支队司令部参谋，武警部队司令部办公室秘书，武警部队司令部装备部分配管理处处长，武警部队司令部办公室副主任兼外事处处长，武警部队司令部装备部副部长，武警特种警察学院副院长，武警部队司令部直属工作部部长，武警部队后勤部副部长，武警上海市总队总队长等职。在担任武警上海市总队总队长期间，2010年5月至10月曾任武警部队世博安保指导组组长
。2013年，当选为第十二届全国人民代表大会上海地区代表。2014年9月，提任武警部队副参谋长。